# Šentana
Šentana (nemško St. Anna) je naselje v Občini Otok v Okraju Celovec-dežela na Koroškem v Avstriji.